# Adán Cárdenas
Adán Cárdenas del Castillo (* 22. Februar 1836 in Rivas, Nicaragua; † 12. Juli 1916 in Managua, Nicaragua) war ein nicaraguanischer Politiker der konservativen Partei und von 1883 bis 1887 Präsident des Landes.

## Leben
Cárdenas war der erste Nicaraguaner, der in Italien zum Arzt ausgebildet wurde. Während seiner Regierungszeit legte er besonderen Wert auf die Förderung des Bildungswesens, insbesondere der Volksbildung. Dazu gehörte auch der Bau von Schulen in verschiedenen Teilen des Landes. Außerdem gründete er die Escuela de Artes y Oficios.
Während seiner Amtszeit wurde die Strecke zwischen Managua und Granada der Ferrocarril del Pacífico de Nicaragua fertiggestellt. Am 6. Oktober 1885 verkehrten hier die ersten Lokomotiven.
1886 erhob er Masaya in den Rang eines Departamento.